# Давид ди Донателло 1992
37-я церемония вручения наград премии «Давид ди Донателло» состоялась 6 июня 1992 года, на Капитолии.

## Победители и номинанты

### Лучший фильм
- Похититель детей, режиссёр Джанни Амелио
- Будь проклят день, когда я тебя повстречал, режиссёр Карло Вердоне
- Невидимая стена, режиссёр Марко Ризи

### Лучшая режиссура
- Джанни Амелио — Похититель детей
- Марко Ризи — Невидимая стена
- Карло Вердоне — Будь проклят день, когда я тебя повстречал

### Лучший дебют в режиссуре
- Маурицио Дзаккаро — Dove comincia la notte
- Джулио Базе — Crack
- Массимо Скальоне — Angeli a sud (ex aequo)

### Лучший сценарий
- Карло Вердоне и Франческа Марчано — Будь проклят день, когда я тебя повстречал
- Джанни Амелио, Сандро Петралья и Стефано Рулли — Похититель детей
- Кармине Аморозо, Сузо Чекки д’Амико, Пьеро Де Бернарди и Марио Моничелли — Змеиные родители
- Сандро Петралья, Андреа Пургатори и Стефано Рулли — Невидимая стена

### Лучший продюсер
- Angelo Rizzoli — Похититель детей
- Клаудио Бонивенто — Ближний круг
- Джованни Ди Клементе — Змеиные родители

### Лучшая женская роль
- Джульяна Де Сио — Злая
- Маргерита Буй — Будь проклят день, когда я тебя повстречал
- Франческа Нери — Мне казалось, что это любовь

### Лучшая мужская роль
- Карло Вердоне — Будь проклят день, когда я тебя повстречал
- Энрико Ло Версо — Похититель детей
- Джан Мария Волонте — Простая история

### Лучшая женская роль второго плана
- Элизабетта Поцци — Будь проклят день, когда я тебя повстречал
- Анджела Финоккьяро — Невидимая стена
- Чинция Леоне — Женщины в юбках

### Лучшая мужская роль второго плана
- Анджело Орландо — Мне казалось, что это любовь
- Giancarlo Dettori — Будь проклят день, когда я тебя повстречал
- Giorgio Gaber — Россини

### Лучшая операторская работа
- Данило Дезидери — Будь проклят день, когда я тебя повстречал

### Лучшая музыка
- Франко Пьерсанти — Похититель детей

### Лучшая художественная постановка
- Карло Сими — Бикс

### Лучший костюм
- Лина Нерли Тавиани — Россини
- Энрика Барбано — Злая
- Джанна Джисси — Похититель детей

### Лучший монтаж
- Антонио Сичильяно — Будь проклят день, когда я тебя повстречал (ex aequo)
- Симона Паджи — Похититель детей (ex aequo)

### Лучший звук
- Гаэтано Карито — Невидимая стена

### Лучший иностранный фильм
- Подними красный фонарь, режиссёр Чжан Имоу
- Тени и туман, режиссёр Вуди Аллен
- Тельма и Луиза, режиссёр Ридли Скотт

### Лучшая иностранная актриса
- Джина Дэвис — Тельма и Луиза (ex aequo)
- Сьюзен Сарандон — Тельма и Луиза (ex aequo)
- Гун Ли — Подними красный фонарь

### Лучший иностранный актёр
- Джон Туртурро — Бартон Финк
- Вуди Аллен — Тени и туман
- Мишель Буке — Тото-герой
- Роберт Де Ниро — Мыс страха

### Давид Лучино Висконти
- Эрманно Ольми

### David speciale
- Джузеппе Иерачитано, Валентина Скаличи Похититель детей
- Джонни-Зубочистка большой успех среди критиков и зрителей